# Biltong
El biltong es un tipo de carne seca originaria de la cocina sudafricana. Se emplean en su elaboración muchos tipos de carnes, que van desde la de res hasta cualquier carne procedente de la caza, pasando recientemente incluso por la carne de avestruces cuidadas en granjas especiales. Se suele elaborar de filetes que se cortan en tiras a través de sus estrías. Es muy similar a la cecina, excepto que está especiada, seca y mezclada con diversos ingredientes que modifican el sabor. La palabra biltong es una variante del holandés bil ("nalga") y tong ("lengua"). El biltong se suele comer masticado como un snack, y puede ser cortado y puesto en los cocidos como ingrediente, a veces se añade a los muffins con pan.

## Historia y orígenes
Los holandeses llegaron a Sudáfrica en el siglo XVII y llevaron su propia receta acerca de cómo elaborar carne seca desde Europa. La preparación conllevaba el empleo de vinagre (marinada) sobre las tiras de carne que se dejaban reposar junto con sales y hierbas así como especias. La necesidad de preservar la nueva colonia hizo que estos alimentos fueran muy populares. Se construyeron edificios específicos con el fin de elaborar y procesar este alimento. Pronto se encontraría con las tradiciones culinarias locales en las que la caza era un alimento importante y de esta forma el eland era muy habitual en la dieta lugareña. La desecación de los alimentos resolvió este problema. El biltong es un alimento durable, que permitía a los Voortrekker/Voortrekkers viajar al interior sin necesidad de elementos de refrigeración. Las ciudades de Colonia del Cabo (Ciudad del Cabo) empezaron a emplear este alimento de forma popular hasta Great Trek y a ser colonizadas por poblaciones europeas.

## Procesado

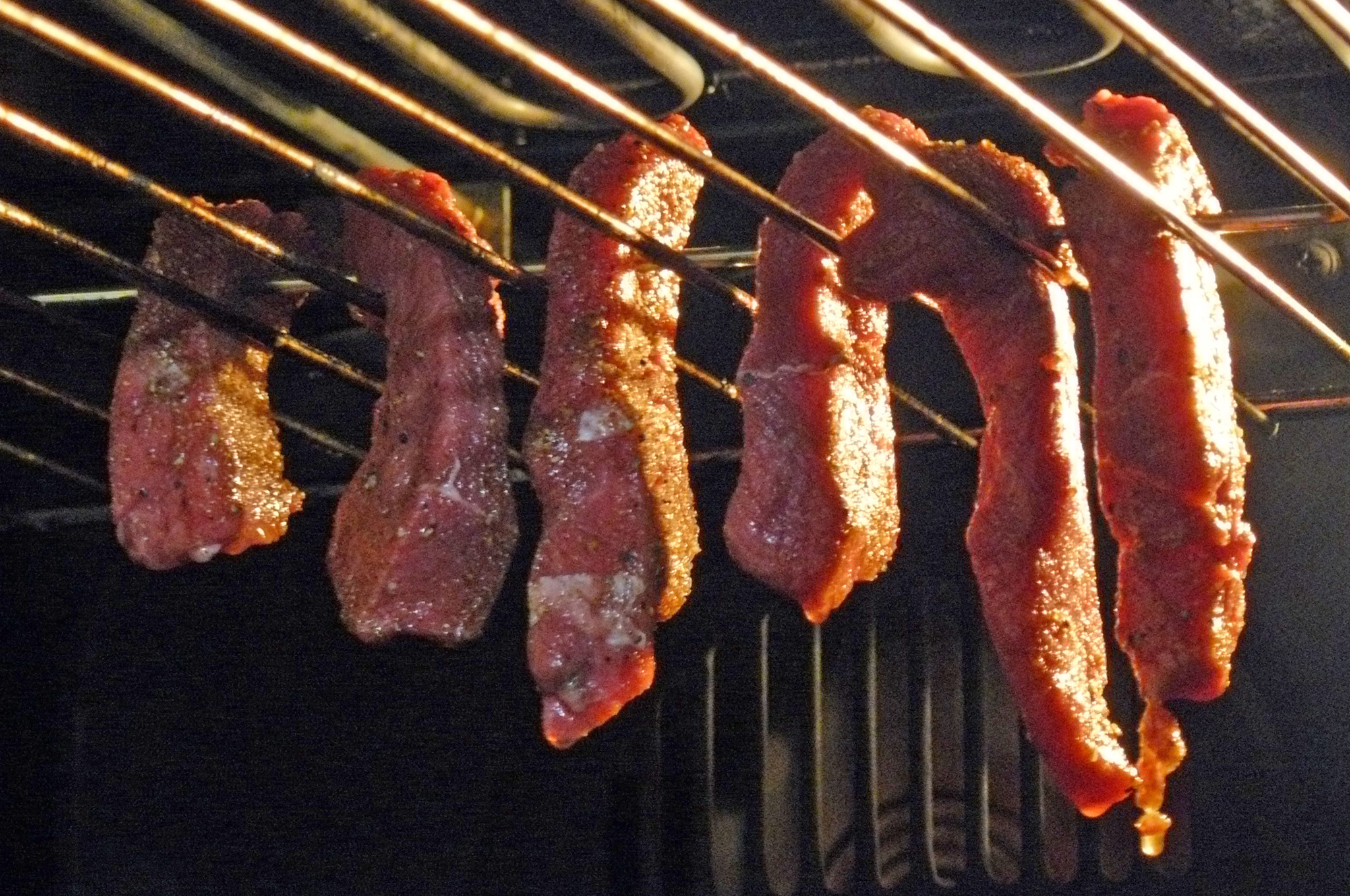
Proceso de secado al aire.

Los ingredientes tradicionales para su marinado son:
- Vinagre de sidra de manzanas
- Sal gorda
- Cilantro en semillas
- Pimienta negra
- Azúcar moreno
- Nitrato potásico (opcional)

Otros ingredientes pueden ser:
- Aceto balsámico o vinagre de malta
- Chiles molidos
- Ajo
- Bicarbonato sódico
- Salsa Worcestershire
- Cebolla en polvo

## En la cultura popular
- En Las minas del rey Salomón de H. Rider Haggard, los protagonistas se alimentan con biltong durante una travesía a lo largo del desierto sudafricano.

## Galería de imágenes

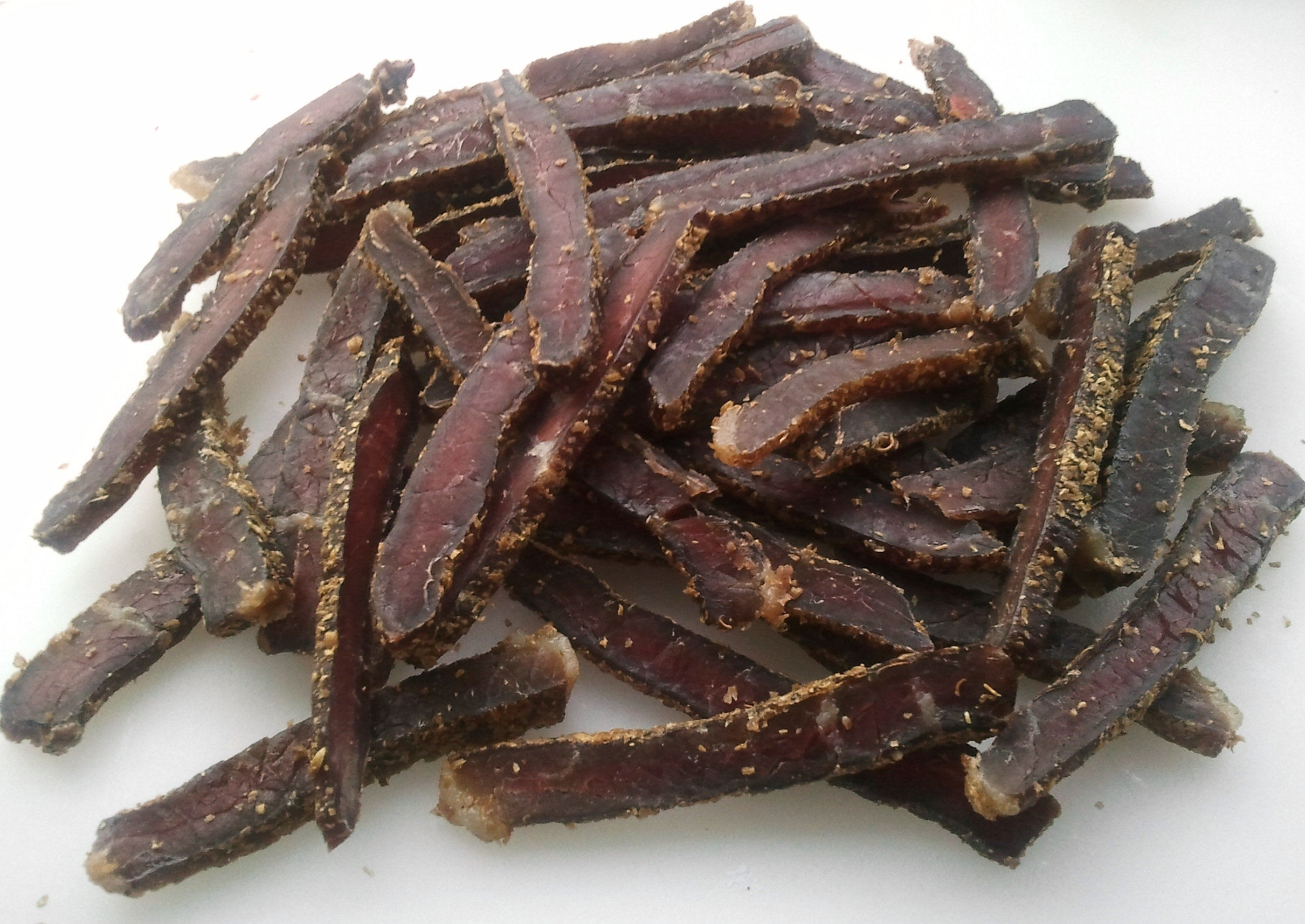
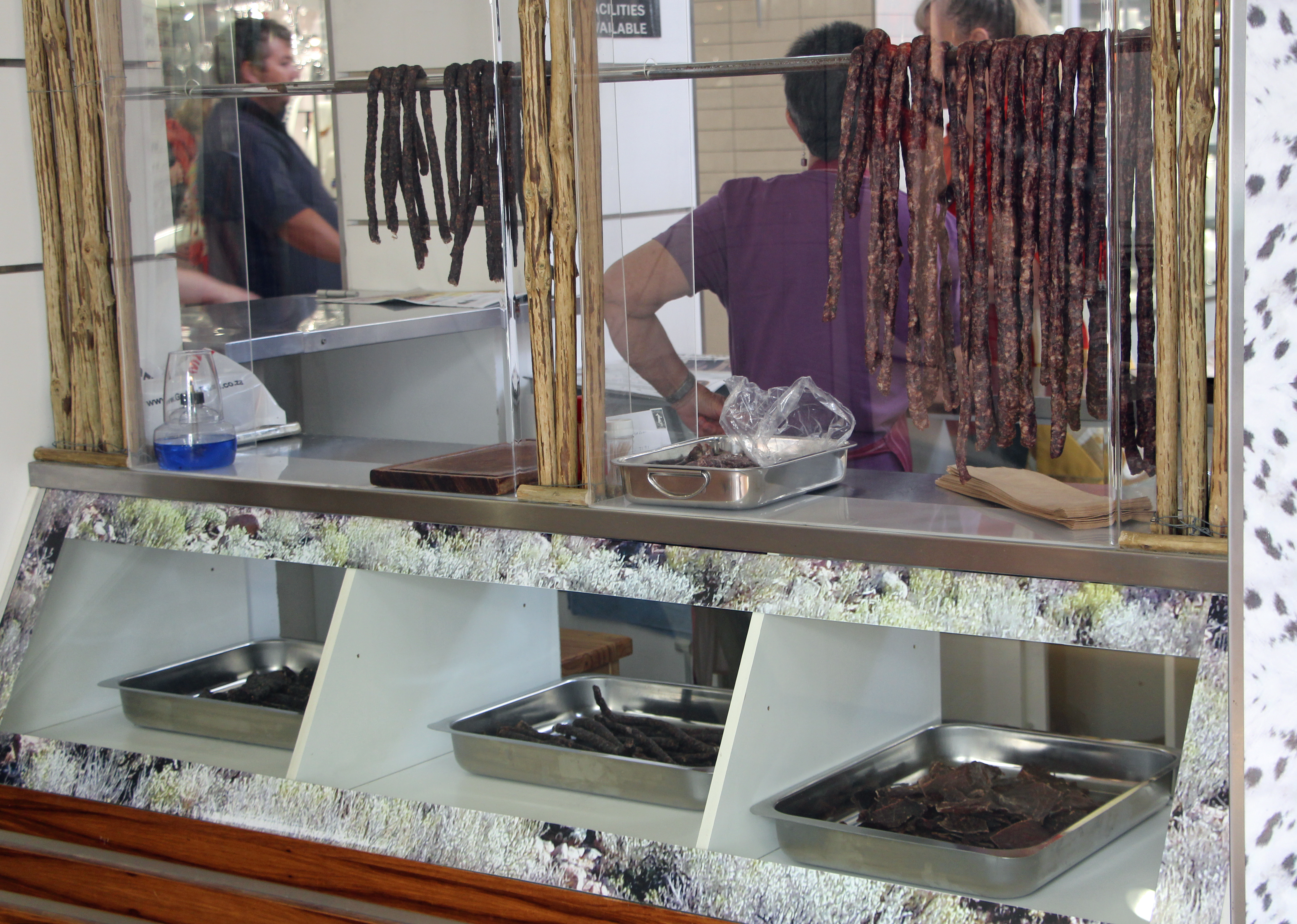
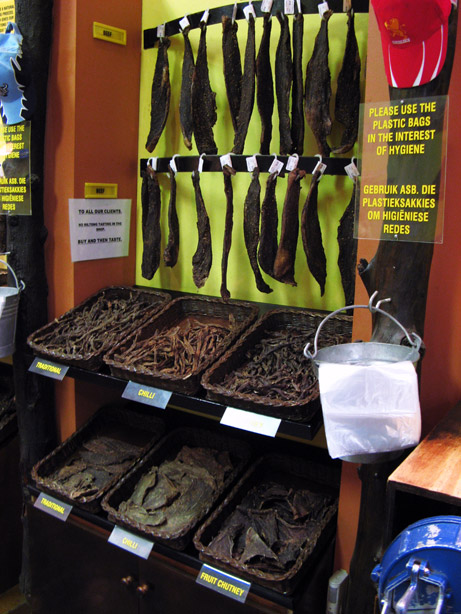
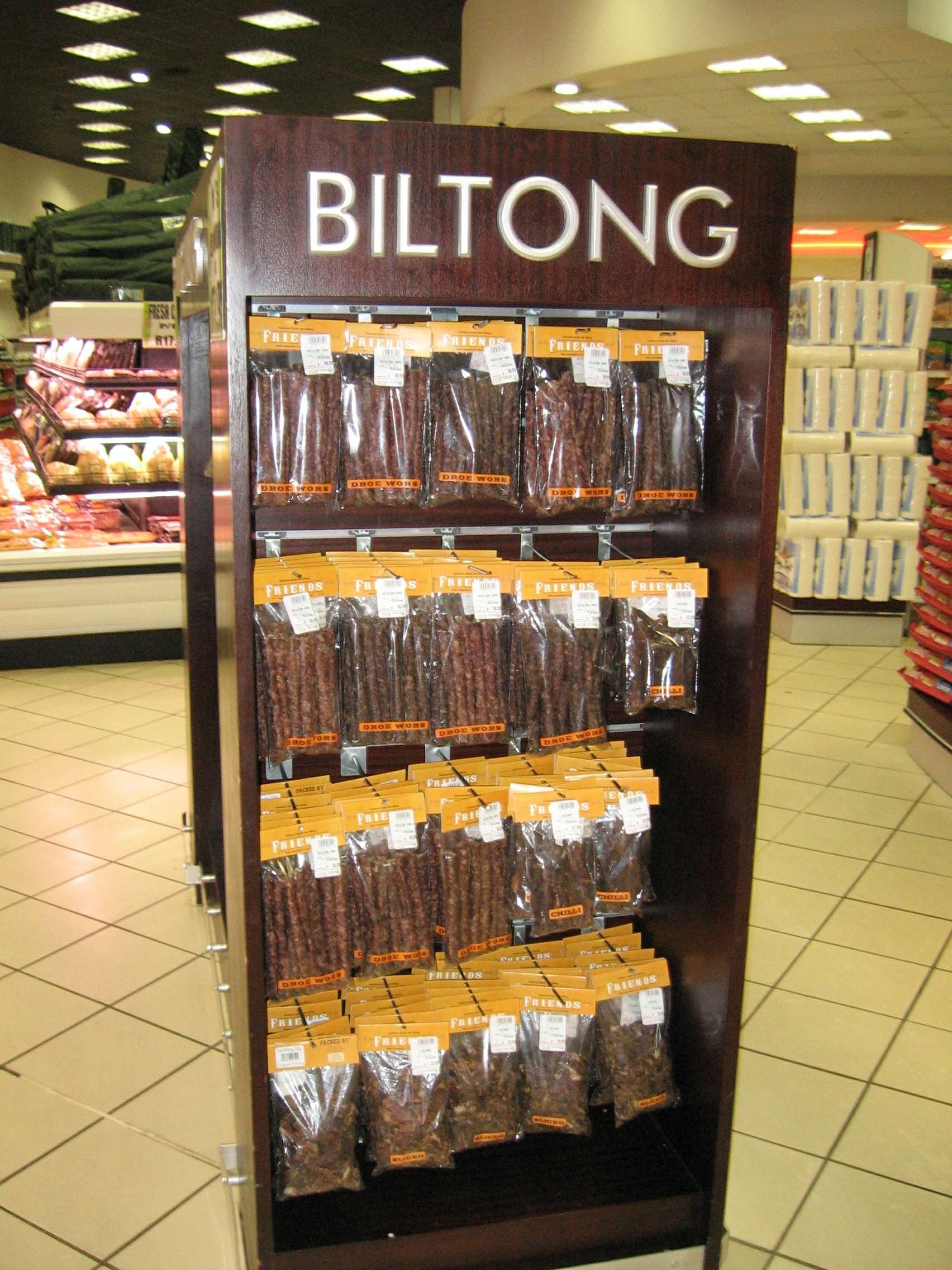